# Русская Шаршада
Русская Шаршада (тат. Рус Шаршадысы) — деревня в Агрызском районе Республики Татарстан России. Входит в состав Кучуковского сельского поселения.

## История
Деревня Русская Шаршада была основана в 1857 году переселенцами из деревни Татарская Шаршада (ныне Шаршада). До 60-х годов XIX века население деревни состояло из удельных крестьян. Занимались земледелием, разведением скота, кузнечным промыслом. В начале XX века действовали церковь и церковно-приходская школа. 

В конце XIX века земельный надел сельского общества составлял 883,1 десятины.
До 1921 года деревня входила в Мушаковскую волость Елабужского уезда Вятской губернии. С 1921 находилась в Агрызском, с 1924 в Елабужском кантонах Татарской АССР. С 14 февраля 1927 года в Агрызском районе (в 1963—1964 годах — в Елабужском районе).
Действовал клуб.

## География
Деревня находится в северо-восточной части Татарстана, неподалеку от реки Иж, на автодороге Агрыз — Красный Бор, на расстоянии примерно 37 километров по ней к югу от города Агрыз, административного центра района, и в 3 км к северу от центра поселения, села Нижнее Кучуково. Абсолютная высота — 77 метров над уровнем моря.

### Часовой пояс
Деревня Русская Шаршада, как и весь Татарстан, находится в часовой зоне МСК (московское время). Смещение применяемого времени относительно UTC составляет +3:00.

## Население
1 января 2014 года в деревне проживал 51 человек.
| 1858 | 1887 | 1905 | 1920 | 1926 | 1938 | 1958 | 1970 | 1989 | 2002 | 2010 |
| ---- | ---- | ---- | ---- | ---- | ---- | ---- | ---- | ---- | ---- | ---- |
| 180  | 630  | 798  | 813  | 358  | 531  | 232  | 149  | 103  | 82   | 61   |

Национальный состав
Согласно результатам переписи 2002 года, в национальной структуре населения татары составляли 82 %.

## Инфраструктура
Имеются магазин и фельдшерско-акушерский пункт.

## Улицы
В деревне две улицы — Луговая и Полевая.